# Makkoshotyka
Makkoshotyka es un pueblo ubicado en el distrito de Sárospatak, en el condado de Borsod-Abaúj-Zemplén, Hungría.

## Superficie
Posee una superficie de 10,41 kilómetros cuadrados.

## Demografía
Hasta 2019 la población era de 810 habitantes, con una densidad de población de 77,81 habitantes por kilómetro cuadrado.